# Tachina enussa
Tachina enussa là một loài ruồi trong họ Tachinidae.